# Corbillos de los Oteros
Corbillos de los Oteros est une commune d'Espagne dans la province de León, communauté autonome de Castille-et-León. Elle s'étend sur 31,8 km2 et comptait environ 208 habitants en 2015.